# BBC Brit
BBC Brit – kanał telewizyjny należący do BBC Worldwide, oferujący programy rozrywkowe i seriale oparte na faktach, a także magazyny motoryzacyjne, kulinarne, muzyczne i sportowe.

## Historia
Stacja rozpoczęła nadawanie 1 lutego 2015 roku i zastąpiła kanał BBC Entertainment. Polska jest pierwszym krajem, w którym kanał został uruchomiony. Jednocześnie uruchomiono wersję HDTV stacji, a siostrzany kanał BBC Knowledge zastąpiła marka BBC Earth. Od 15 października 2015 w przekazie satelitarnym stacja jest dostępna tylko w jakości HDTV.